# Бачедаско (Пјаченца)
Бачедаско је насеље у Италији у округу Пјаченца, региону Емилија-Ромања.
Према процени из 2011. у насељу је живело 92 становника. Насеље се налази на надморској висини од 249 м.